# Komet im Mumintal
Komet im Mumintal (schwed. Originaltitel: Kometjakten „Die Kometenjagd“ bzw. Mumin på Kometjakt „Mumin auf Kometenjagd“ bzw. Kometen kommer „Der Komet kommt“) ist das zweite der Mumin-Bücher der finnlandschwedischen Schriftstellerin Tove Jansson. Es erschien 1946. In Deutschland erschien es 1961 als drittes Buch der Reihe nach Die Mumins. Eine drollige Gesellschaft und Sturm im Mumintal.
Das Buch gilt vielen als erstes Buch der Serie, da im Gegensatz zu seiner Vorgeschichte Mumins lange Reise die Mumins nun wie in allen folgenden Büchern im Mumintal wohnen und die meisten wiederkehrenden Charaktere eingeführt werden.

## Handlung
Zu Beginn der Geschichte verlassen Mumin und sein Begleiter, das Schnüferl, zum ersten Mal allein das Mumintal. Sie entdecken einen Zugang zum Meer und eine Höhle. In der folgenden Nacht taucht während eines Gewitters der Bisam, eine Bisamratte mit Interesse an Philosophie, bei den Mumins auf und zieht auf Einladung des Muminvaters ins Muminhaus ein. Der Bisam ist überzeugt, dass der Untergang der Erde unmittelbar bevorsteht, hält dies aber angesichts der Größe des Universums für nicht weiter bedeutend. Am nächsten Morgen ist das gesamte Mumintal mit phosphorhaltigem Staub bedeckt. Mit seinen astronomischen Erklärungen weckt der Bisam das Interesse der Familie. Mumin und das Schnüferl machen sich auf den Weg, um ein Observatorium zu besuchen. Unterwegs treffen sie den Schnupferich, einen wandernden Künstler, der sie von da an begleitet. Der Schnupferich berichtet ihnen, dass die ungewohnten Naturereignisse von einem nahenden Kometen verursacht werden. Im Observatorium erfahren sie den genauen Zeitpunkt des Kometeneinschlags, erhalten allerdings keine weiteren nützlichen Hinweise, da die dort arbeitenden Professoren zwar von der Beobachtung des Kometen fasziniert sind, aber kein Interesse haben, sich oder andere vor ihm in Sicherheit zu bringen. Mumin, das Schnüferl und der Schnupferich machen sich auf den Rückweg. Dabei treffen sie den Snork und das Snorkfräulein – ein heimatloses Geschwisterpaar – und später einen Hemul, der sich angesichts des drohenden Kometeneinschlags vor allem um seine Briefmarkensammlung sorgt. Zu sechst erreichen sie nach einer abenteuerlichen Reise voller Hindernisse das Mumintal. Inzwischen mussten sie weitere Naturkatastrophen beobachten: Alle Gewässer, sogar das Meer, sind ausgetrocknet, und eine Heuschreckenplage vernichtet die Wälder. Alle Lebewesen sind bereits aus dem Mumintal geflohen, nur die Mumineltern warten zu Hause auf Mumin und das Schnüferl. Gemeinsam ziehen die Familie und ihre Gäste mit ihrem gesamten Hausrat in die Höhle am Meer. Dort erleben sie die Erschütterung und den Meteoritenregen, die der Komet mit sich bringt. Nach einer angsterfüllten Nacht verlassen sie am nächsten Morgen vorsichtig die Höhle und stellen fest, dass der Komet die Erde nur gestreift hat. Das verlassene Tal ist unversehrt, und auch das Meer kehrt zurück. Die Familie macht sich auf den Weg zurück ins Muminhaus.

## Figuren
In diesem Buch entwickelt sich das Ensemble der Kernfiguren, das über die weiteren Bücher hindurch bestehen bleibt. Die Geschichte beginnt mit der Muminfamilie, zu der bereits das Schnüferl gehört, das schon in Mumins lange Reise als „das kleine Tier“ vorkam. Mit dem Bisam, dem Schnupferich, dem Snork, dem Snorkfräulein und dem Hemul sind zum Ende der Geschichte die wiederkehrenden Figuren der Buchreihe fast vollständig.
Sowohl der Bisam als auch der Schnupferich sind inspiriert von Tove Janssons damaligem Partner Atos Wirtanen.

## Themen
Eine Inspiration war für Jansson der Ausbruch des Vesuvs im März 1944. Sie hatte den Vulkan 1939 bereist und er hatte sie tief beeindruckt. Jansson schrieb weite Teile des Buches noch während des letzten Kriegsjahres. Es spiegelt auch die Angst vor Luftangriffen, die Jansson während des Krieges empfunden hatte. Die Möglichkeit einer vollständigen Zerstörung der Erde als Lebensraum war durch die Atombombenabwürfe auf Hiroshima und Nagasaki auch nach Kriegsende eine weit verbreitete und tief sitzende Angst und floss in die Stimmung des Buches ein. Jansson fand Trost darin, dass sie ihre Geschichte glimpflich enden ließ. Das Buch endet hoffnungsvoll, aber nicht unbeschwert, und lässt offen, wie die Familie mit der Rückkehr zur Normalität nach der Zerstörung umgehen wird.
In vielen Elementen ähnelt das Buch seinem Vorgänger, Mumins lange Reise. Auch dort kämpfen die Figuren gegen eine Naturkatastrophe (in diesem Fall eine Überschwemmung), und in beiden Büchern steht eine lange Wanderung im Zentrum.

## Publikationsgeschichte
Die erste Ausgabe erschien 1946 unter dem Titel Kometjakten („die Kometenjagd“). 1956 erschien eine veränderte Neuauflage unter dem Titel Mumintrollet på Kometjakt („Mumin auf Kometenjagd“). Jansson, die das Buch später kritisch betrachtete, hatte es sprachlich tiefgreifend überarbeitet und die Handlung gestrafft. Einige Jahre später überarbeitete Jansson das Buch ein weiteres Mal und legte den Fokus stärker auf die Gefühle und Wünsche der Charaktere. Diese Fassung enthielt eine Reihe neuer Illustrationen. Das Buch erschien 1968 erneut unter dem Titel Kometen kommer („der Komet kommt“).
Die erste deutsche Fassung erschien 1961 als drittes Buch der Reihe in einer Übersetzung von Vivica und Kurt Bandler im Verlag Benziger und hat Janssons zweite Fassung als Grundlage. Weitere Auflagen erschienen – im Gegensatz zu Die Mumins. Eine drollige Gesellschaft und Sturm im Mumintal ohne weitreichende Änderungen in der Übersetzung – im Ravensburger Buchverlag und im Arena Verlag, der auch 2001 die Neuübersetzung von Birgitta Kicherer herausbrachte. 2005 erschien es in einer Doppelausgabe gemeinsam mit Mumins lange Reise unter dem Titel Willkommen im Mumintal.
Eine Hörbuchfassung, gelesen von Barbara Auer, erschien im Hörverlag.

## Adaptionen
Komet im Mumintal ist neben Sturm im Mumintal eins der am häufigsten adaptierten Mumin-Bücher.

### Comics
Tove Jansson selbst verarbeitete die Kernelemente der Handlung erneut in dem Comic Mumintrollet och jordens undergång („Mumin und der Weltuntergang“), der 1947 als Fortsetzungs-Comic in der Zeitung Ny Tid erschien.

### Theater
1948 schlug Vivica Bandler vor, Komet im Mumintal als Theaterstück zu adaptieren. Jansson nahm den Vorschlag begeistert auf und schrieb das Theaterstück Mumintrollet och kometen, für das sie auch das Bühnenbild entwarf. Es wurde am 29. Dezember 1949 unter der Regie von Vivica Bandler im Svenska Teatern in Helsingfors (finnisch Helsinki) uraufgeführt.

### Film und Fernsehen
Die erste Verfilmung war ein russischer Puppentrickfilm in drei Teilen, der 1978 im Fernsehen gezeigt wurde.
Die Handlung von Komet im Mumintal diente als Grundlage für die 16. bis 20. Folge der polnisch-österreichischen Stop-Motion-Serie Die Mumins. Auf diesen basiert der finnische 3D-Animationsfilm Die Mumins – Auf Kometenjagd (Muumi ja punainen pyrstötähti), der 2010 ins Kino kam.
1992 erschien mit dem japanisch-niederländischen Zeichentrickfilm Komet im Mumintal der erste Langfilm nach einem Mumins-Buch. Er knüpft an die japanische Animations-Serie Mumins an.

### Hörspiel
Eine Hörspielbearbeitung von H. G. Francis unter der Regie von Heikedine Körting erschien beim Label Europa. 
Im Februar 2024 veröffentlichte der Westdeutsche Rundfunk eine neue Hörspiel-Serie, in der Komet im Mumintal vier Folgen stellt.

### Ballett
Das Ballett Moomin and the Comet mit Musik von Panu Aaltio und einer Choreografie von Anandah Kononen wurde 2015 in der Finnischen Nationaloper uraufgeführt.